# Futbol'nyj Klub Ural 2017-2018
Questa voce raccoglie le informazioni riguardanti il Futbol'nyj Klub Ural nelle competizioni ufficiali della stagione 2017-2018.

## Stagione
La squadra finì dodicesima in Prem'er-Liga, due punti sopra la zona play-out, e fu eliminata nei sedicesimi di finale in Coppa di Russia.

## Maglie
| Manica sinistra · Manica sinistra · Maglietta · Maglietta · Manica destra · Manica destra · Pantaloncini · Calzettoni | Manica sinistra · Manica sinistra · Maglietta · Maglietta · Manica destra · Manica destra · Pantaloncini · Pantaloncini · Calzettoni | Manica sinistra · Manica sinistra · Maglietta · Maglietta · Manica destra · Manica destra · Pantaloncini · Pantaloncini · Calzettoni |

## Rosa
| N. |                     | Ruolo | Calciatore            |
| -- | ------------------- | ----- | --------------------- |
| 2  | Russia (bandiera)   | D     | Vladimir Khozin       |
| 3  | Armenia (bandiera)  | D     | Varazdat Haroyan      |
| 4  | Slovenia (bandiera) | D     | Gregor Balažic        |
| 5  | Serbia (bandiera)   | D     | Dominik Dinga         |
| 6  | Romania (bandiera)  | C     | Eric Bicfalvi         |
| 7  | Russia (bandiera)   | D     | Aleksandr Dancev      |
| 9  | Georgia (bandiera)  | C     | Giorgi Chanturia      |
| 13 | Camerun (bandiera)  | C     | Petrus Boumal         |
| 14 | Russia (bandiera)   | C     | Yuri Bavin            |
| 15 | Ucraina (bandiera)  | D     | Denys Kulakov         |
| 17 | Bulgaria (bandiera) | C     | Nikolaj Dimitrov      |
| 18 | Russia (bandiera)   | A     | Vladimir Ilyin        |
| 21 | Ucraina (bandiera)  | C     | Dmytro Khomchenovskyi |
| 27 | Russia (bandiera)   | D     | Mikhail Merkulov      |

| N. |                        | Ruolo | Calciatore        |
| -- | ---------------------- | ----- | ----------------- |
| 28 | Russia (bandiera)      | D     | Nikita Černov     |
| 31 | Ucraina (bandiera)     | P     | Yaroslav Hodzyur  |
| 32 | Russia (bandiera)      | C     | Nikita Gluškov    |
| 44 | Russia (bandiera)      | C     | Andrey Egorychev  |
| 57 | Russia (bandiera)      | C     | Artëm Fidler      |
| 58 | Paesi Bassi (bandiera) | C     | Othman El Kabir   |
| 63 | Russia (bandiera)      | D     | Aleksej Gerasimov |
| 66 | Russia (bandiera)      | D     | Mingiyan Beveev   |
| 77 | Russia (bandiera)      | P     | Oleg Baklov       |
| 88 | Russia (bandiera)      | A     | Igor' Portnjagin  |
| 92 | Russia (bandiera)      | C     | Roman Emeljanov   |
| 94 | Russia (bandiera)      | C     | Aleksej Evseev    |
| 99 | Armenia (bandiera)     | A     | Ēdgar Manowčaryan |

## Risultati

### Campionato
| Ekaterinburg 15 luglio 2017, ore 15:00 1ª giornata | Ural | 1 – 1 referto | Rostov | SKB-Bank Arena (6 846 spett.) |

| Chimki 23 luglio 2017, ore 17:30 2ª giornata | Dinamo Mosca | 0 – 1 referto | Ural | Arena Chimki (6 853 spett.) |

| Ekaterinburg 29 luglio 2017, ore 15:00 3ª giornata | Ural | 1 – 1 referto | Ufa | SKB-Bank Arena (6 280 spett.) |

| Krasnodar 6 agosto 2017, ore 20:00 4ª giornata | Krasnodar | 1 – 1 referto | Ural | Stadio FK Krasnodar (18 676 spett.) |

| Ekaterinburg 9 agosto 2017, ore 17:30 5ª giornata | Ural | 1 – 1 referto | Zenit San Pietroburgo | SKB-Bank Arena (8 965 spett.) |

| Tula 14 agosto 2017, ore 19:30 6ª giornata | Arsenal Tula | 2 – 2 referto | Ural | Stadio Arsenal (10 050 spett.) |

| Ekaterinburg 19 agosto 2017, ore 15:00 7ª giornata | Ural | 0 – 0 referto | CSKA Mosca | SKB-Bank Arena (8 964 spett.) |

| Mosca 26 agosto 2017, ore 20:00 8ª giornata | Lokomotiv Mosca | 2 – 1 referto | Ural | RŽD Arena (11 477 spett.) |

| Ekaterinburg 11 settembre 2017, ore 17:30 9ª giornata | Ural | 1 – 1 referto | SKA-Chabarovsk | SKB-Bank Arena (2 602 spett.) |

| Kazan' 17 settembre 2017, ore 16:30 10ª giornata | Rubin | 0 – 1 referto | Ural | Kazan Arena (8 325 spett.) |

| Ekaterinburg 24 settembre 2017, ore 14:00 11ª giornata | Ural | 3 – 1 referto | Tosno | SKB-Bank Arena (2 591 spett.) |

| Mosca 30 settembre 2017, ore 19:00 12ª giornata | Spartak Mosca | 2 – 0 referto | Ural | Otkrytie Arena (21 089 spett.) |

| Ekaterinburg 14 ottobre 2017, ore 16:30 13ª giornata | Ural | 2 – 1 referto | Anži | SKB-Bank Arena (3 609 spett.) |

| Ekaterinburg 22 ottobre 2017, ore 14:00 14ª giornata | Ural | 2 – 0 referto | Achmat Groznyj | SKB-Bank Arena (2 836 spett.) |

| Perm' 29 ottobre 2017, ore 11:30 15ª giornata | Amkar Perm' | 1 – 1 referto | Ural | Stadio Zvezda (4 870 spett.) |

| Ekaterinburg 3 novembre 2017, ore 17:30 16ª giornata | Ural | 2 – 2 referto | Dinamo Mosca | SKB-Bank Arena (3 815 spett.) |

| Ufa 19 novembre 2017, ore 11:30 17ª giornata | Ufa | 2 – 0 referto | Ural | Stadio Neftjanik (6 309 spett.) |

| Ekaterinburg 26 novembre 2017, ore 11:30 18ª giornata | Ural | 0 – 1 referto | Krasnodar | SKB-Bank Arena (2 938 spett.) |

| San Pietroburgo 2 dicembre 2017, ore 14:00 19ª giornata | Zenit San Pietroburgo | 2 – 1 referto | Ural | Stadio San Pietroburgo (43 921 spett.) |

| Ekaterinburg 8 dicembre 2017, ore 17:30 20ª giornata | Ural | 1 – 1 referto | Arsenal Tula | SKB-Bank Arena (1 345 spett.) |

| Mosca 3 marzo 2018, ore 14:00 21ª giornata | CSKA Mosca | 1 – 0 referto | Ural | Arena CSKA (8 050 spett.) |

| Ekaterinburg 12 marzo 2018, ore 17:00 22ª giornata | Ural | 0 – 2 referto | Lokomotiv Mosca | SKB-Bank Arena (5 500 spett.) |

| Chabarovsk 17 marzo 2018, ore 11:00 23ª giornata | SKA-Chabarovsk | 0 – 3 referto | Ural | Stadio Lenin (3 821 spett.) |

| Ekaterinburg 1º aprile 2018, ore 14:00 24ª giornata | Ural | 1 – 1 referto | Rubin | Stadio Centrale (18 218 spett.) |

| San Pietroburgo 8 aprile 2018, ore 14:00 25ª giornata | Tosno | 2 – 2 referto | Ural | Stadio Petrovskij (3 552 spett.) |

| Ekaterinburg 15 aprile 2018, ore 14:00 26ª giornata | Ural | 2 – 1 referto | Spartak Mosca | Stadio Centrale (26 868 spett.) |

| Kaspijsk 21 aprile 2018, ore 19:00 27ª giornata | Anži | 0 – 1 referto | Ural | Anži-Arena (9 500 spett.) |

| Groznyj 30 aprile 2018, ore 16:30 28ª giornata | Achmat Groznyj | 0 – 0 referto | Ural | Stadion imeni Achmat-Chadži Kadyrova (12 235 spett.) |

| Ekaterinburg 6 maggio 2018, ore 14:00 29ª giornata | Ural | 0 – 2 referto | Amkar Perm' | Stadio Centrale (20 800 spett.) |

| Rostov sul Don 13 maggio 2018, ore 14:00 30ª giornata | Rostov | 1 – 0 referto | Ural | Rostov Arena (37 483 spett.) |

### Coppa di Russia
| Karavaevo 20 settembre 2017, ore 15:00 Sedicesimi di finale | Šinnik | 3 – 0 referto | Ural | Stadio Uroža (1 500 spett.) |